# Atherigona cinarina
Atherigona cinarina är en tvåvingeart som beskrevs av Seguy 1938. Atherigona cinarina ingår i släktet Atherigona och familjen husflugor. Inga underarter finns listade i Catalogue of Life.